# عزالدین علیه
عزالدین علیّه (۲۶ فوریهٔ ۱۹۴۰ – ۱۸ نوامبر ۲۰۱۷) طراح مد لباس و کفش تونسی مقیم فرانسه بود. او ابتدا برای طراحانی همچون کریستیان دیور، گی لاروش و تیری موگله کار کرد اما در دهه ۱۹۸۰ مستقلاً به شهرت رسید.
علیّه برندهٔ جوایزی مانند بهترین طراح سال (۱۹۸۴) و نشان لژیون دونور (۲۰۰۸) شده‌است.

## زندگی‌نامه
علیّه در سال ۱۹۴۰ در یک خانواده کشاورز بدنیا آمد و پیش از کار در یک کارگاه خیاطی کار کند در مدرسه هنرهای زیبا در پایتخت تونس تحصیلاتش را در رشته مجسمه‌سازی شروع کرد.

در سال ۱۹۵۰ به پاریس نقل مکان کرد و برای شرکت‌های کریستین دیور و گی له روش (Guy Laroche) کار کرد.

## درگذشت
فدراسیون مد فرانسه روز شنبه ۱۸ نوامبر ۲۰۱۷ اعلام کرد عزالدین علیّه در سن ۷۷ سالگی فوت کرده‌است.